# The Smiling Lieutenant
The Smiling Lieutenant és una comèdia musical de l’època precodi dirigida per Ernst Lubitsch i protagonitzada per Maurice Chevalier i Claudette Colbert. Basada en l'opereta Ein Walzertraum d'Oscar Straus amb llibret de Leopold Jackson i Felix Doermann i adaptada per Samson Raphaelson i Ernest Vajda, es va estrenar l'1 d’agost de 1931. La pel·lícula va ser nominada l'Oscar a la millor pel·lícula en la cinquena edició dels premis. El New York TImes va classificar The Smiling Lieutenant com una de les millors 10 pel·lícules d'aquell any 1931.

## Argument
A Viena, el tinent Nikolaus "Niki" von Preyn coneix a Franzi, la directora d'una orquestra exclusicament femenina i s'enamoren l'un de l'altre. Mentre es troba en formació abans d'una desfilada per la visita de la família reial de Flausenthurm, Niki aprofita l'oportunitat per fer l'ullet a Franzi entre la multitud. Malauradament, el gest és interceptat per Anna, la princesa de Flausenthurm. La princesa, ingènua, s'ofèn i això que el rei el cridi per una reprimenda. El tinent, conscient que no en traurà res de dir la veritat, afirma que es va sentir tan copsat per la seva bellesa que no va poder evitar aclucar-li un ull. La princesa el perdona i el rei determina que Niki serà l’acompanyant de la princesa durant la visita. Encantada, la princesa demana de casar-se amb el tinent o que si no, es casarà amb un americà, i el rei dona el seu consentiment.
Després del casament, el tinent s'allunya de la núvia per passejar pels carrers de Flausenthurm per trobar la noia que estima. La princesa s'assabenta d'això i decideix enfrontar-se a Franzi. Després de l'enfrontament inicial, Franzi veu que la princesa està de fet profundament enamorada del tinent. Per això decideix intentar salvar el matrimoni fent un canvi d'imatge a la princesa. Els resultats és un èxit total, i el tinent segueix la núvia vestida de setí i fumant cigarrets a l'habitació i tanca la porta, només per obrir-la i cantar al públic una darrera cançó i una picada d'ullet suggeridora.

## Repartiment
- Maurice Chevalier (tinent Nikolaus "Niki" von Preyn)
- Claudette Colbert (Franzi)
- Miriam Hopkins (princesa Anna)
- Charles Ruggles (Max)
- George Barbier (rei Adolf XV)
- Hugh O'Connell (ordenança de Niki)
- Granville Bates (Bill Collector)
- Cornelius MacSunday com l'emperador Josep I